# Welcome Home (You)
"Welcome Home" es el primer sencillo del miembro de los Backstreet Boys, Brian Littrell.
El sencillo también es el título del álbum, y alcanzó el número dos en los charts de US Christian. 

## Vídeo musical
El vídeo muestra a Brian cantando y tocando su guitarra, y mostrando a su familia, de una niño yendo a la escuela, a un niño yendo a una escuela militar. 
En la mitad de la canción, el padre ve en la televisión que su hijo está perdido en acción. Tira la nota que su hijo le había dado antes de desaparecer. Al final, el chico regresa a su padre, con los demás soldados. Los fantasmas de los soldados también regresan, y las personas que perdieron a sus hijos/hijas pueden verlos antes de que vayan al cielo.